# Brozas
Brozas è un comune spagnolo di 2 329 abitanti situato nella comunità autonoma dell'Estremadura.